# بیکاری در ایران
میزان بیکاری در ایران نزدیک به یک چهارم است. حدود ۷۰ درصد جمعیت ایران زیر ۳۵ سال سن دارند.
مرکز آمار ایران میزان بیکاری جوانان را ۳٫۴ درصد اعلام کرده که تقریباً دو برابر نرخ متوسط بیکاری در ایران است. نرخ بی‌کاری در استان‌های مختلف ایران متفاوت است. اما اغلب نرخ بیکاری در استان‌های مرزنشین از دیگر نقاط ایران بالاتر است.
به گزارش بانک مرکزی ایران، در سال ۱۳۸۹، ۲۲٫۵ درصد از خانواده‌های ایران بدون فرد شاغل، ۵۵٫۴ درصد دارای ۱ فرد شاغل، ۲۱/۷ درصد دو فرد شاغل و ۴٫۹ درصد دارای ۲ و بیشتر فرد شاغل بوده‌اند. در عین حال در سال ۱۳۹۰، ۸۰۰٬۰۰۰ فرصت شغلی از دست رفته که معادل ۱۸ میلیارد دلار تولید بوده است.
در سال ۱۳۹۳ درصد خانواده‌های بدون فرد شاغل به ۲۴٪ رسید که از این میان ۵۷ درصد یک‌نفر شاغل، ۱۵٫۵٪ دو نفر شاغل و ۳٫۵ دارای سه نفر شاغل و بیشتر بوده‌اند.
در پاییز ۱۳۹۷ محمد مساعد، خبرنگار روزنامه شرق، به نقل از معاون اقتصادی مرکز آمار ایران، گفت که آمار شاغلان تمام وقت در کشور ۸۰ میلیونی ایران، تقریباً ۱۴ میلیون نفر است. در سال ۱۳۹۸ با شیوع ویروس کرونا آمار بیکاری و شیوه آموزشی به دلیل قرنطینه در ایران با مشکلات بسیاری رو به رو شد تا حدی با پایان یافتن دوره کرونا در تاریخ ۱۴۰۲ میانگین معدل دوازدهم در کشور به ۱۲٫۵۰ رسید همچنین شدت بیکاری جوانان ۱۵ تا ۲۵ در منابع غیررسمی سال ۱۴۰۲ به بالاتر از ۸۰٪ رسید

## بحران بیکاری

نمودار بالایی تغییرات جمعیت فعال (خط آبی)، غیرفعال (خط قرمز) و بیکار (نارنجی) در ایران و بر حسب میلیون نفر، و نمودار پایینی نرخ مشارکت اقتصادی بین سال‌های ۱۳۸۴ تا ۱۳۹۲ را برحسب درصد نمایش می‌دهد. منظور از جمعیت فعال جمعیتی است که در سن کار قرار دارند. طبق تعریف مرکز آمار ایران تمام افراد ۱۰ ساله و بیشتر که در هفته تقویمی قبل از آمارگیری طبق تعریف کار، در تولید کالا و خدمات مشارکت داشته (شاغل) یا از قابلیت مشارکت برخوردار بوده‌اند (بیکار) جمعیت فعال اقتصادی محسوب می‌شوند. جمعیت غیرفعال بخشی از جمعیت است که نه شاغل و نه بیکار محسوب می‌شوند.

در سال ۲۰۰۵ میلادی (۱۳۸۴ خورشیدی) نشریه تحقیقات اقتصادی خاورمیانه (میس) در یک گزارش کامل تحلیلی از بحران بیکاری در ایران نوشت: «بحران بیکاری ۴۰ درصدی در ایران که ۲۸ میلیون را شامل می‌شود، جمعیت کل کشور را به‌طور نسبی دچار فقر اقتصادی کرده است.»
در همین سال دولت ایران اعلام کرده است که نرخ بیکاری در کشور حدود ۱۲ درصد است که این آمار در نظر برخی آگاهان غیرواقعی می‌نماید.
برخی کارشناسان انتقادهایی به شیوه‌های آمارگیری بیکاران در ایران و نتایج آن وارد می‌کنند، ولی همه بر یک نقطه اتفاق نظر دارند که بیکاری یکی از معضلات اصلی اقتصاد ایران است. جمعیت ایران در ۲۸ سال گذشته تقریباً دو برابر شده و اکثر کسانی که در سال‌های بعد از انقلاب ۱۹۷۹ متولد شده‌اند به سرعت به جمع متقاضیان کار می‌پیوندند.
بر اساس آمار رسمی، تعداد بیکاران ایران بین سه تا سه و نیم میلیون نفر است اما کارشناسان آمار بیکاران را بیشتر از چهار میلیون نفر برآورد می‌کنند. هر ساله دست کم حدود هشتصد هزار نفر وارد بازار کار ایران می‌شوند و ایران توان کافی برای پاسخگویی به این حجم از متقاضیان کار را ندارد.
دولت در دو سال گذشته حجم زیادی از منابع بانکی را به سمت بنگاه‌های زودبازده هدایت کرده بلکه بتواند از فشار بیکاران بکاهد اما برآوردهای رسمی نشان می‌دهد که تلاش دولت تأثیر چندانی بر کاهش نرخ بیکاری نداشته است.
کارشناسان اقتصادی بر این باورند که ایران برای این که بتواند بیکاری را کنترل و نرخ آن را کاهش دهد باید سالانه بیشتر از یک میلیون شغل ایجاد کند در حالی که در طول سال‌های اخیر به‌طور متوسط نتوانسته برای بیشتر از ۵۵۰ هزار نفر شغل ایجاد کند.
کارشناسان اقتصادی بر این باورند که ایران برای غلبه بر مشکل بیکاری، نیازمند رشد اقتصادی بالای هفت درصد است اما در طول چند سال گذشته متوسط رشد اقتصادی حدود منفی پنج درصد بوده است.
کارشناسان اقتصادی بر این باورند که بخشی از رشد اقتصادی چند سال اخیر حاصل افزایش درآمدهای بالای نفتی بوده است در حالی که دولت بدون سرمایه‌گذاری کافی نمی‌تواند به رشدی قابل اتکا دست یابد تا با آن شعار افزایش فرصت‌های شغلی را تحقق بخشد.

## بیکاری فارغ التحصیلان دانشگاه
نرخ بیکاری در میان تحصیل کردگان دانشگاه‌های کشور نیز کم نیست. علی ربیعی وزیر تعاون، کار و رفاه اجتماعی میانه‌های خرداد ماه ۱۳۹۴ در حاشیه همایش بین‌المللی مهارت آموزی و اشتغال گفت: هم‌اکنون ۴۰ درصد از بیکاران کشور دانش‌آموخته دانشگاه هستند.
وی افزود: با فارغ‌التحصیلی حدود چهار میلیون دانشجو از دانشگاه‌های کشور، تعداد فارغ التحصیلان بیکار در آینده افزایش می‌یابد.
در این بین زنان غیر شاغل دانشگاهی بالاترین دستمزد آستانه رادارند. این یافته دلالت بر این دارد که بخش‌هایی از زنان در انتظار یک شغل درخور علاقهٔ خود هستند. دستمزد آستانه، سطحی از دستمزد است که فرد تمایل دارد در دستمزدهای بالاتر از آن بخشی از ساعات شبانه‌روز خود را به‌کار تخصیص بدهد.

## نرخ بیکاری در استان‌های مختلف ایران
تا ابتدای سال ۱۳۹۳، استان لرستان با ۱۷٫۱ درصد دارای بالاترین و استان گلستان با ۵٫۸ دارای کمترین نرخ بیکاری در ایران می‌باشند.
| نام استان           | نرخ بیکاری تابستان ۸۹ | نرخ بیکاری بهار ۹۰ | نرخ بیکاری تابستان ۹۰ |
| ------------------- | --------------------- | ------------------ | --------------------- |
| کل کشور             | ۱۳٫۶                  | ۱۲٫۳               | ۱۱٫۱                  |
| آذربایجان شرقی      | ۱۱                    | ۸٫۸                | ۷٫۵                   |
| آذربایجان غربی      | ۸٫۸                   | ۱۰٫۱               | ۸٫۵                   |
| اردبیل              | ۱۴٫۲                  | ۱۴٫۷               | ۸٫۵                   |
| اصفهان              | ۱۹٫۴                  | ۱۴٫۸               | ۱۳٫۹                  |
| البرز               | -                     | ۲۰٫۷               | ۱۷٫۷                  |
| ایلام               | ۱۸٫۳                  | ۱۶٫۷               | ۱۴٫۴                  |
| بوشهر               | ۱۵٫۳                  | ۱۱٫۷               | ۱۳٫۷                  |
| تهران               | ۱۴٫۵                  | ۱۲٫۵               | ۱۰٫۸                  |
| چهارمحال و بختیاری  | ۱۲٫۷                  | ۱۲٫۳               | ۱۰٫۸                  |
| خراسان جنوبی        | ۷٫۱                   | ۹٫۴                | ۵٫۷                   |
| خراسان رضوی         | ۹٫۲                   | ۸٫۹                | ۶٫۸                   |
| خراسان شمالی        | ۷٫۶                   | ۹٫۹                | ۸                     |
| خوزستان             | ۱۶٫۵                  | ۹٫۷                | ۹٫۳                   |
| زنجان               | ۸                     | ۸٫۱                | ۷٫۵                   |
| سمنان               | ۱۰٫۴                  | ۱۲٫۸               | ۱۰٫۸                  |
| سیستان و بلوچستان   | ۱۴                    | ۹٫۶                | ۱۱٫۶                  |
| فارس                | ۲۲                    | ۲۰٫۶               | ۱۹٫۱                  |
| قزوین               | ۹٫۹                   | ۱۲٫۶               | ۱۱٫۵                  |
| قم                  | ۹٫۷                   | ۱۰٫۱               | ۸٫۷                   |
| کردستان             | ۱۲٫۵                  | ۱۲٫۴               | ۱۲٫۸                  |
| کرمان               | ۱۳٫۷                  | ۱۳٫۸               | ۶٫۵                   |
| کرمانشاه            | ۱۲٫۶                  | ۱۳٫۸               | ۱۱٫۷                  |
| کهگیلویه و بویراحمد | ۱۵٫۵                  | ۱۹٫۲               | ۱۴                    |
| گلستان              | ۹٫۲                   | ۸٫۳                | ۷٫۵                   |
| گیلان               | ۱۵٫۵                  | ۱۱٫۷               | ۱۶٫۸                  |
| لرستان              | ۱۶٫۷                  | ۱۷٫۳               | ۷٫۵                   |
| مازندران            | ۱۳٫۲                  | ۷٫۹                | ۱۰٫۳                  |
| مرکزی               | ۸٫۵                   | ۹٫۸                | ۸٫۴                   |
| هرمزگان             | ۱۱٫۷                  | ۱۲                 | ۱۳٫۱                  |
| همدان               | ۱۰٫۹                  | ۱۰٫۶               | ۹٫۴                   |
| یزد                 | ۹٫۲                   | ۷٫۴                | ۶٫۹                   |

### کرمانشاه
کارگران این استان در سه بخش صنعت، کشاورزی و خدمات فعالیت دارند که آمار اشتغال کمتر از ۲۰ هزار نفری کارگران در بخش صنعت استان کرمانشاه رقمی وحشتناک و نشان دهنده هشداری جدی است.
به گفتهٔ دبیر اجرایی خانه کارگر استان کرمانشاه، یک جوان بیکار در هر خانواده استان کرمانشاه وجود دارد. از جمله اموری که می‌توانست مانع رتبه برتر کرمانشاه باشد راه‌اندازی پالایشگاه آناهیتا در حدود شهرستان کرمانشاه بود که به موفقیت نیانجامید.

### همدان
همدان رتبه ۴ تا ۶ نرخ بیکاری تک رقمی را در بین استان‌های کشور دارد.

### گلستان
نماینده مردم گرگان و آق‌قلا در مجلس شورای اسلامی بیکاری، رکود بخش صنعت و تولید، کم‌آبی و به صرفه نبودن کشاورزی و آسیب‌های جدی زیست‌محیطی را از مهم‌ترین معضلات استان دانست.

## اظهار نظر مقامات ایران
در ۲۷ شهریور ۱۳۹۶ علی ربیعی وزیر تعاون، کار و رفاه اجتماعی ایران طی گفتگویی در زمینهٔ مقابله با معضل بیکاری و ایجاد شغل گفت که «باید سالانه ۱ میلیون و ۴۰۰ هزار شغل ایجاد کرد»